# Synagoge (Liběšice)
Koordinaten: 50° 17′ 29,3″ N, 13° 37′ 20,4″ O

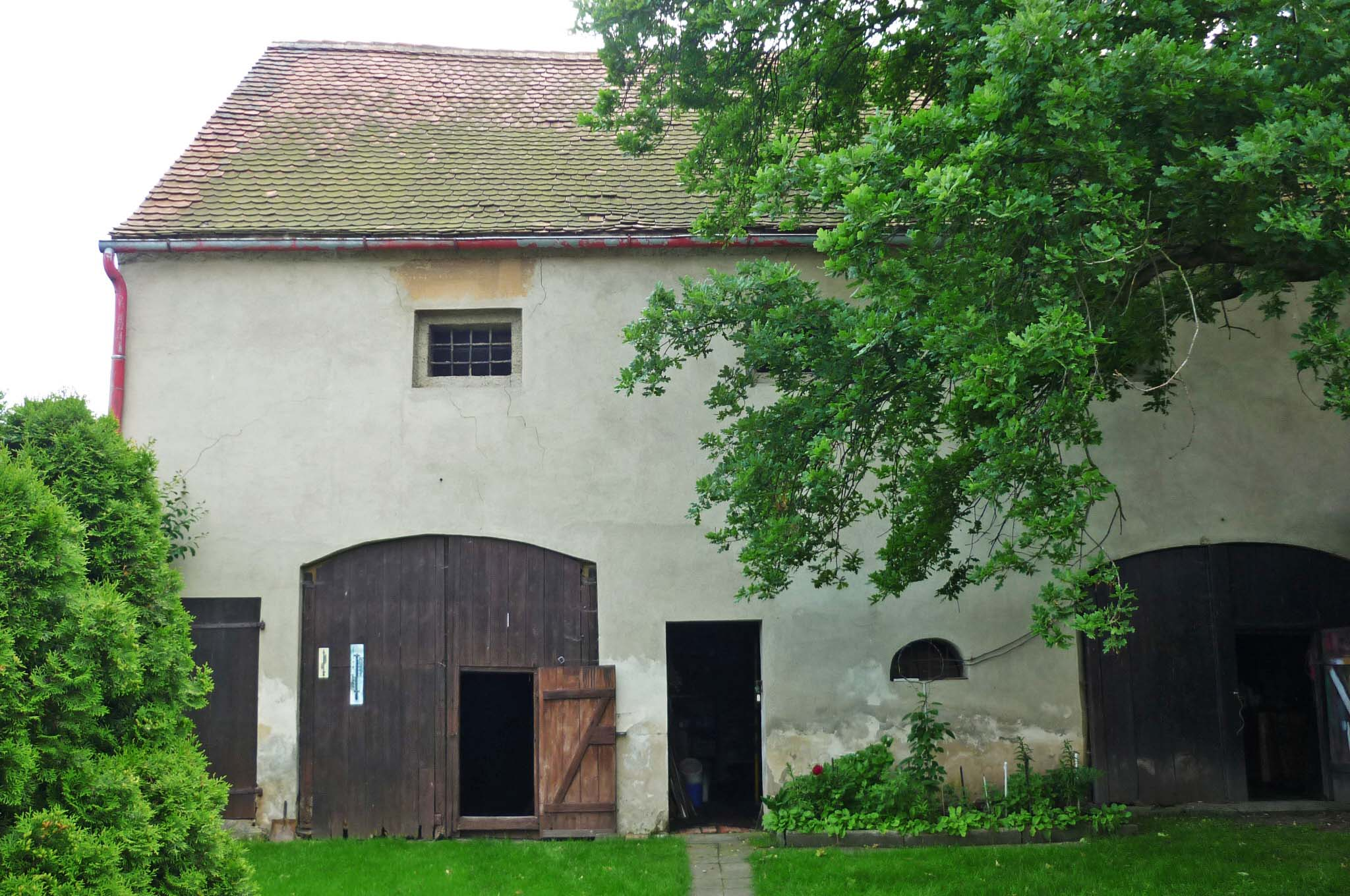
Ehemalige Synagoge in Liběšice

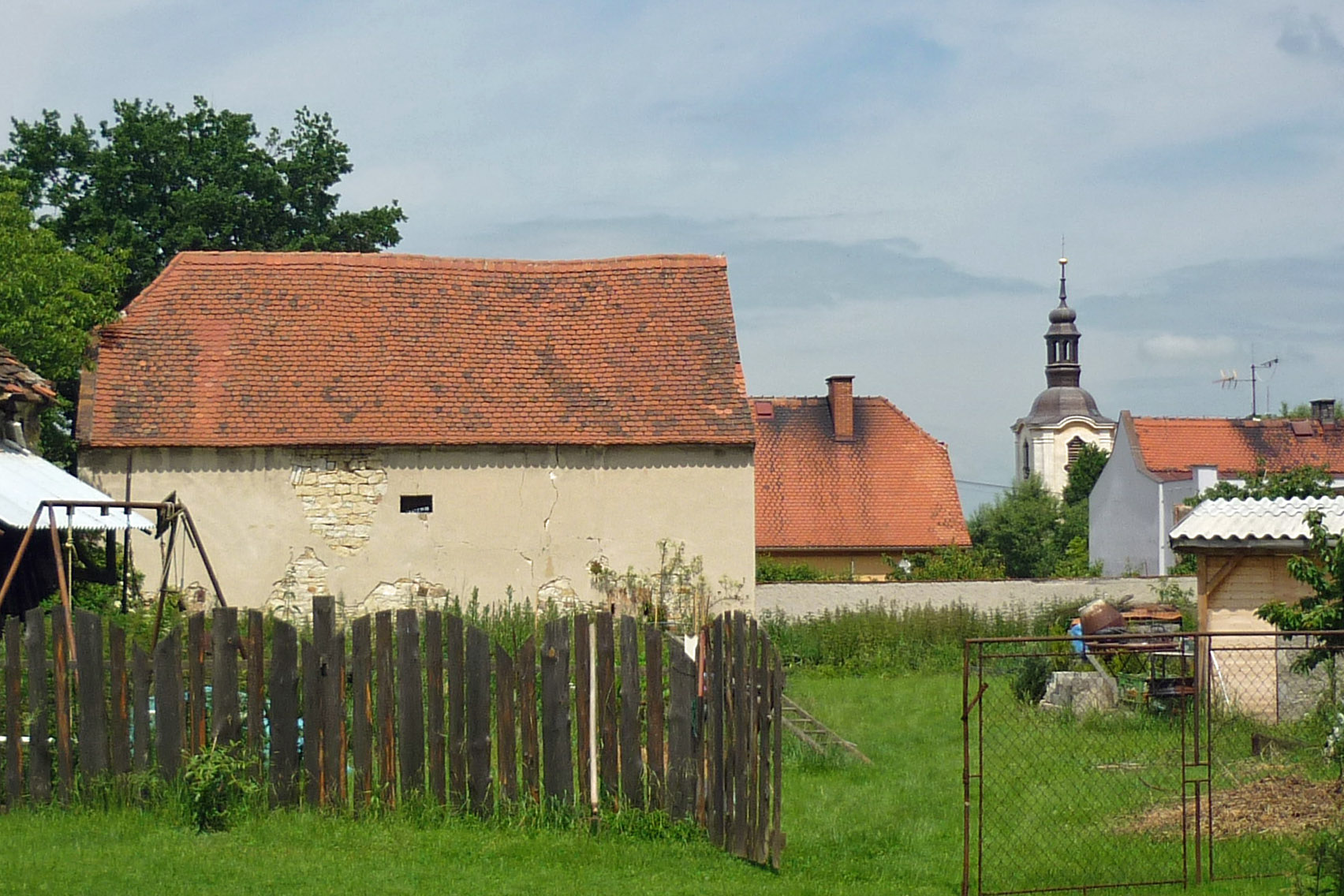
Rückseite der Synagoge

Die Synagoge in Liběšice (deutsch Liebeschitz), einer tschechischen Gemeinde im Okres Louny in Nordböhmen, wurde im 18. Jahrhundert errichtet.
Die jüdische Gemeinde hatte um 1860 circa 160 Mitglieder, das entsprach einem Drittel der Dorfbevölkerung. In den folgenden Jahrzehnten verlor die Gemeinde infolge Abwanderung die Mehrzahl ihrer Gemeindemitglieder. Um 1930 lebten nur noch neun Juden in Liběšice. Die jüdische Gemeinde Liběšice wurde 1931 aufgelöst und die Gemeindemitglieder kamen zur Jüdischen Gemeinde Saaz.
Die profanierte Synagoge der aufgelösten jüdischen Gemeinde Liběšice wurde an einen Bauern verkauft, der sie als Stall nutzte.